# Mark Christian
Mark Peter Christian, nascido a 20 de novembro de 1990 em Douglas (Ilha de Man), é um ciclista britânico.

## Palmarés
- Ainda não tem conseguido nenhuma vitória como profissional

### Classificações mundiais
}
| Ano              | 2010  | 2011  | 2012  | 2013 | 2014  | 2015 | 2016  | 2017  |
| UCI America Tour |       |       | 393.º |      |       |      |       |       |
| UCI Europe Tour  | 789.º | 1 222 | 1 124 |      | 412.º |      | 636.º | 699.º |

## Resultados nas Grandes Voltas
Durante a sua carreira desportiva tem conseguido os seguintes postos nas Grandes Voltas.
| Carreira        | 2012 | 2013 | 2014 | 2015 | 2016 | 2017  | 2018 | 2019 |
| --------------- | ---- | ---- | ---- | ---- | ---- | ----- | ---- | ---- |
| Giro d'Italia   | -    | -    | -    | -    | -    | -     | -    | -    |
| Tour de France  | -    | -    | -    | -    | -    | -     | -    | -    |
| Volta a Espanha | -    | -    | -    | -    | -    | 138.º | -    | -    |

-: não participa 

Ab.: abandono 